# Padogobius
Padogobius is een geslacht van straalvinnige vissen uit de familie van de grondels (Gobiidae).

## Soorten
- Padogobius bonelli (Bonaparte, 1846)
- Padogobius nigricans (Canestrini, 1867)